# Рожни
 Рожни — деревня в Кировской области. Входит в состав муниципального образования «Город Киров»

## География
Расположена на расстоянии примерно 7 км по прямой на запад от железнодорожного вокзала станции Киров.

## История
Известна с 1662 года как деревня Пантелеевская с 1 двором, в 1764 47 жителей, в 1802 3 двора. В 1873 году здесь (Пантелеевская или Рожны) дворов 6 и жителей 53, в 1905 9 и 58, в 1926 (Рожни или Пантелеевская) 16 и 98, в 1950 17 и 67, в 1989 20 жителей. Настоящее название утвердилось с 1939 года. Административно подчиняется Октябрьскому району города Киров.

## Население
Постоянное население составляло 14 человек (русские 100%) в 2002 году, 16 в 2010.